# 洋港镇
洋港镇，是中华人民共和国湖北省黃石市阳新县下辖的一个乡镇级行政单位。

## 行政区划
洋港镇下辖以下地区：
洋港社区、洋港村、崩小村、田畔村、沙地村、下磨村、泉口村、桂源村、胡桥村、潮坑村、下畈村、洞下村、黄坪村、中罗村、上畈村、小港村、燕窠村和新城村。